# Негри, Антонио
Антонио Не́гри (итал. Antonio Negri, 1 августа 1933, Падуя, Италия — 16 декабря 2023, Париж, Франция) — итальянский философ и политический деятель, профессор Падуанского университета, теоретик ряда коммунистических политических группировок.

## Биография
Антонио (Тони) Негри родился 1 августа 1933 года в итальянском городе Падуя (на севере Италии). Сделал стремительную карьеру в Падуанском университете. Ещё в молодые годы стал профессором в области теории государства («dottrina dello Stato»). В 1950 года начинает свою активистскую карьеру как участник католической молодёжной организации Gioventú Italiana di Azione Cattolica (GIAC). В 1956 году присоединяется к Международной Социалистической Партии, членом которой являлся до 1963 года.
В начале 1960-х годах Негри принимает участие в работе издательской группы, сформированной вокруг журнала «Красные тетради», во многом способствовавшей в то время возрождению марксистской теории в Италии и находившейся вне сферы влияния официальной компартии.
В 1969 году вместе с Орестом Скальцоне и Франко Пиперно Негри основывает леворадикальную группу «Рабочая власть» (Potere Operaio). «Рабочая власть» была распущена в 1973 году, положив начало группе «Рабочая автономия» (Autonomia Operaia).
7 апреля 1979 года в возрасте сорока шести лет Негри вместе с другими его соратниками арестовывает полиция по обвинению в терроризме. Прокурор считает, что «Рабочая автономия» являлась своеобразным «мозговым центром» левых экстремистов и связана с террористическим движением Красные Бригады, устроившим в 1978 году похищение и убийство бывшего премьер-министра Италии, лидера партии христианских демократов Альдо Моро. Также Негри обвиняется в планировании свержения государственного строя Италии.
В 1983 году, находясь в тюрьме в ожидании суда, Антонио Негри избирается депутатом итальянского парламента. Согласно закону, депутатский иммунитет позволяет ему покинуть тюрьму, однако несколько месяцев спустя парламентарии лишают его депутатского статуса. В результате итальянский суд первой инстанции приговаривает профессора к 13 годам тюремного заключения.
В течение 14 лет Негри скрывается от итальянского правосудия во Франции, где преподает и занимается научной деятельностью. В 1997 году добровольно возвращается в Италию и до 2003 года находится в римской тюрьме.
Скончался 16 декабря 2023 года на 91-м году жизни.

## Политические идеи
Среди центральных тем политического мышления Негри такие, как марксизм, глобализация, демократия, неолиберализм, сопротивление капиталистической системе, постмодернизм и пр. На сегодняшний день философ широко известен как соавтор интеллектуального бестселлера «Империя» (в соавторстве с Майклом Хардтом).
А. Баллаев отмечал, что Негри, «патриарх всяческого радикализма, пил шампанское за развал СССР».

### Монографии
- Негри А., Хардт М. Империя / пер. с англ. под общ. ред. Г. В. Каменской. — М.: Праксис, 2004. — 440 с. — ISBN 5-9O1S74-4O-O.
- Хардт М., Негри А. Множество: война и демократия в эпоху империи. — М.: Культурная революция, 2006. — 559 с.
- Хардт М., Негри А. Труд Диониса: Критика государственной формы (1994)

### Статьи
- Империя (2000) (pdf) или * (фрагменты) — «Отечественные записки», 2003, № 6
- Множество: Война и демократия в эпоху Империи (2004) (Рецензии: )
- Антонио Негри. Наступает ли кончина государства-нации?
- Маркс и Манифест коммунистов, 1848—2008 — Статья Антонио Негри, опубликованная в журнале «Свободная мысль»
- Антонио НЕГРИ «Логика и теория исследования активистская практика как субъект и как эпистема»
- Революционный процесс длится вечно — интервью с Антонио Негри
- Антонио Негри. Интервью газете «Le Monde» 3 октября 2001 г.
- Интервью Негри и Хардта Глобальная «Империя» и сопротивление «множеств»
- Жиль Делёз, Антонио Негри Крот и Змея. Контроль и становление
- Антонио Негри. Что делать сегодня с «Что делать?»?  (недоступная ссылка с 21-05-2013 [4465 дней] — история, копия)
- Негри А. Коммунизм: некоторые мысли о концепте и практике (Доклад на конференции On the idea of communism, Лондон, 14 марта 2009 г.)